# Bluey
Bluey (Les Hall, 7 de junho de 1910 – Rochester, 14 de novembro de 1939) foi um cachorro da raça boiadeiro australiano, considerado o cão de maior longevidade da história.
Como um verdadeiro cão pastor de gado, Bluey viveu numa fazenda localizada no distrito de Rochester, na província australiana de Victoria. Ao morrer, em 1939, Bluey viveu por 29 anos, 5 meses e 7 dias, sendo, na época de sua morte, o cachorro mais velho de todos os tempos.